# Гржимали, Иван Войтехович
Иван (Ян) Войтехович Гржимали (чеш. Jan Hřímalý; 13 апреля 1844, Пльзень, Пльзень-город, Чехия — 11 [24] января 1915, Москва, Российская империя) — чешско-русский скрипач и музыкальный педагог. Сын органиста Войтеха Гржимали, брат композитора Войтеха Гржимали, дирижёра Богуслава Гржимали, певицы Марии Гржимали.

## Биография
Родился в известной музыкальной чешской семье. Сначала учился у своего старшего брата Войтеха Гржимали младшего. Окончил Пражскую консерваторию (1861), ученик Морица Мильднера. Концертировал в разных европейских странах, в том числе и во главе составленного из членов семьи Гржимали квартета. В 1862—1868 годах концертмейстер Амстердамского симфонического оркестра, в нидерландский период выступал также в составе струнного квартета под руководством Эдуарда Раппольди. Он был знаком с Петром Чайковским.
В 1869 году по приглашению Николая Рубинштейна занял место ассистента при профессоре Московской консерватории Фердинанде Лаубе (в дальнейшем также женился на его дочери). После смерти Лауба в 1875 году Гржимали занял его место и оставался профессором консерватории в течение 40 лет до своей смерти; он считается одним из создателей российской скрипичной школы.
Его считали выдающимся учителем. Среди многочисленных учеников Гржимали — Михаил Эрденко, Станислав Барцевич, Георгий Дулов, Павел Юон, Рейнгольд Глиэр, Владимир Бакалейников, Эммануил Крюгер, Иосиф Котек, Йоханнес Карл Паульсен. Андрей Белый писал в поэме «Первое свидание»:
Мои мистические дали

Смычком взвивались заливным,

Смычком плаксивым и родным —

Смычком профессора Гржимали.
Похоронен на Введенском кладбище (12 уч.).